# Бриз, Линн
Линн Бриз ― британский иллюстратор и автор книг для детей младшего возраста. Она проиллюстрировала более 100 книг , а также написала много рассказов. Бриз хорошо известна серией настольных книг Pickle (Шалун), в которых дети знакомятся с предметами домашнего обихода, а также серией «This Little Baby». Её книги были переведены на различные европейские языки и распространены по всему миру.

## Биография
Училась в Кингстонском колледже искусств. Большое влияние на будущее творчество оказали выставки Обри Бёрдслей 1966 года в Музее Виктории и Альберта, а также работы Алана Крэкнелла. Начала свою карьеру, работая в рекламном агентстве в Ипсвиче, позже работала художественным редактором в журнале «East Anglia». Будучи художницей-фрилансером, создавала поздравительные открытки и обложки альбомов, а также иллюстрировала книги. Другие проекты из области художественных работ — детский сериал BBC «Джеканори» (англ. Jackanory).

## Работы
Первой книгой, к которой Бриз сделала все иллюстрации, была «Потерянный багаж» в 1982 году. Добилась успеха с серией настольных книг «Этот маленький ребёнок». Серия «Пикл», написанная и проиллюстрированная Линн Бриз, включает такие книги, как «Пикл и мяч», «Пикл и одеяло», «Пикл и кубики» и «Пикл и коробка», опубликованные издательством «Kingfisher». Среди других настольных книг Бриз — «Мой первый зуб», «Мой новый горшок», «Мой день на улице» и «Мой новый малыш» (издательство «Orchard Books»), которые она иллюстрировала карандашом, акварелью и гуашью. Рифмованный текст можно петь под такие мелодии, как «Baa Baa Black Sheep», «Rock-a-bye Baby» и «Once I catched a fish alive».
Иллюстрировала книги для многих детских авторов, работая с Джойс Данбар над «Помидорами и картошкой» ; Тони Брэдманом над «Билли и малыш», Сью Николлс над «Бобби Шафто Хлопай в ладоши: музыкальное развлечение с новыми песнями из старых любимых»; и Донна Брайант в сериале «Один день» («Ходдер и Стаутон»).
Иллюстратор детских книг других авторов: Тони Брэдмана, Келли Лоррейн, Донны Брайант, Сью Николлс, Фелиции Лоу, Джойс Данбара и Дэвида Хейтли.